# نصرتي سرانبار (مقاطعة دورة)
نصرتي سرانبار (بالفارسية: نصرتی سرانبار) هي قرية تقع في قسم تشكن الريفي (مقاطعة دورة) في إيران. يقدر عدد سكانها بـ 245 نسمة بحسب إحصاء 2016.